# Thực hành tâm linh
Thực hành tâm linh hoặc kỷ luật tâm linh (thường bao gồm các bài tập tâm linh) là việc thực hiện thường xuyên hoặc toàn thời gian các hành động và hoạt động được thực hiện cho mục đích tạo ra kinh nghiệm tâm linh và nuôi dưỡng sự phát triển tâm linh. Một phép ẩn dụ phổ biến được sử dụng trong các truyền thống tâm linh của các tôn giáo lớn trên thế giới là đi trên một con đường. Do đó, một thực hành tâm linh đưa một người dọc theo một con đường hướng tới một mục tiêu. Mục tiêu được gọi khác nhau là sự cứu rỗi, giải phóng hoặc sự kết hợp (với Thiên Chúa).